# Bruno Suzuki
Bruno Suzuki (født 20. maj 1990) er en japansk fodboldspiller.
Han har spillet for flere forskellige klubber i sin karriere, herunder Albirex Niigata og FC Gifu.